# 田源乡
田源乡，是中华人民共和国福建省三明市清流县下辖的一个乡镇级行政单位。

## 行政区划
田源乡下辖以下地区：
田源村、田口村、廖武村和新村。